# Nhà thổ

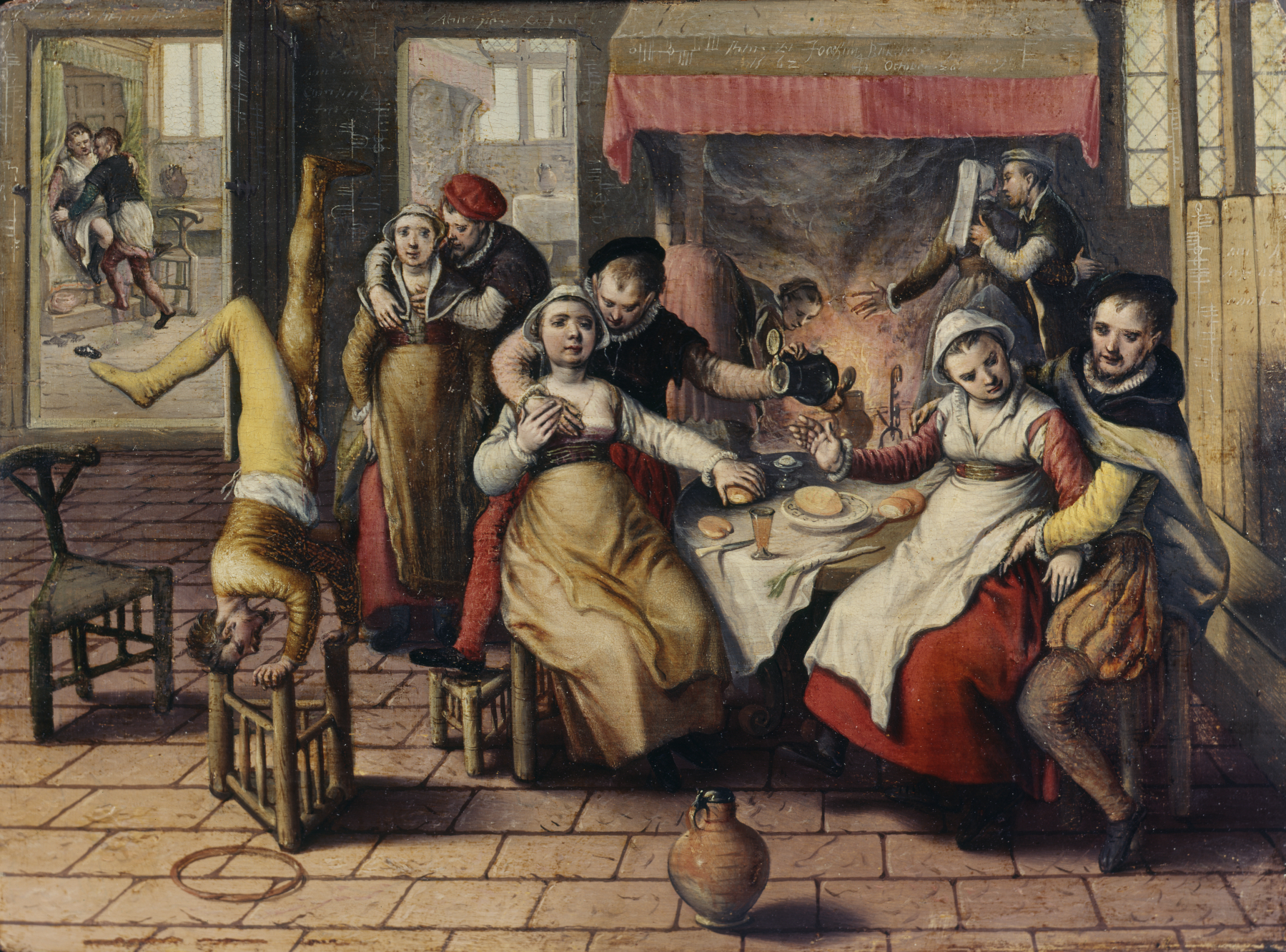
Joachim Beuckelaer, 'Nhà thổ', 1562

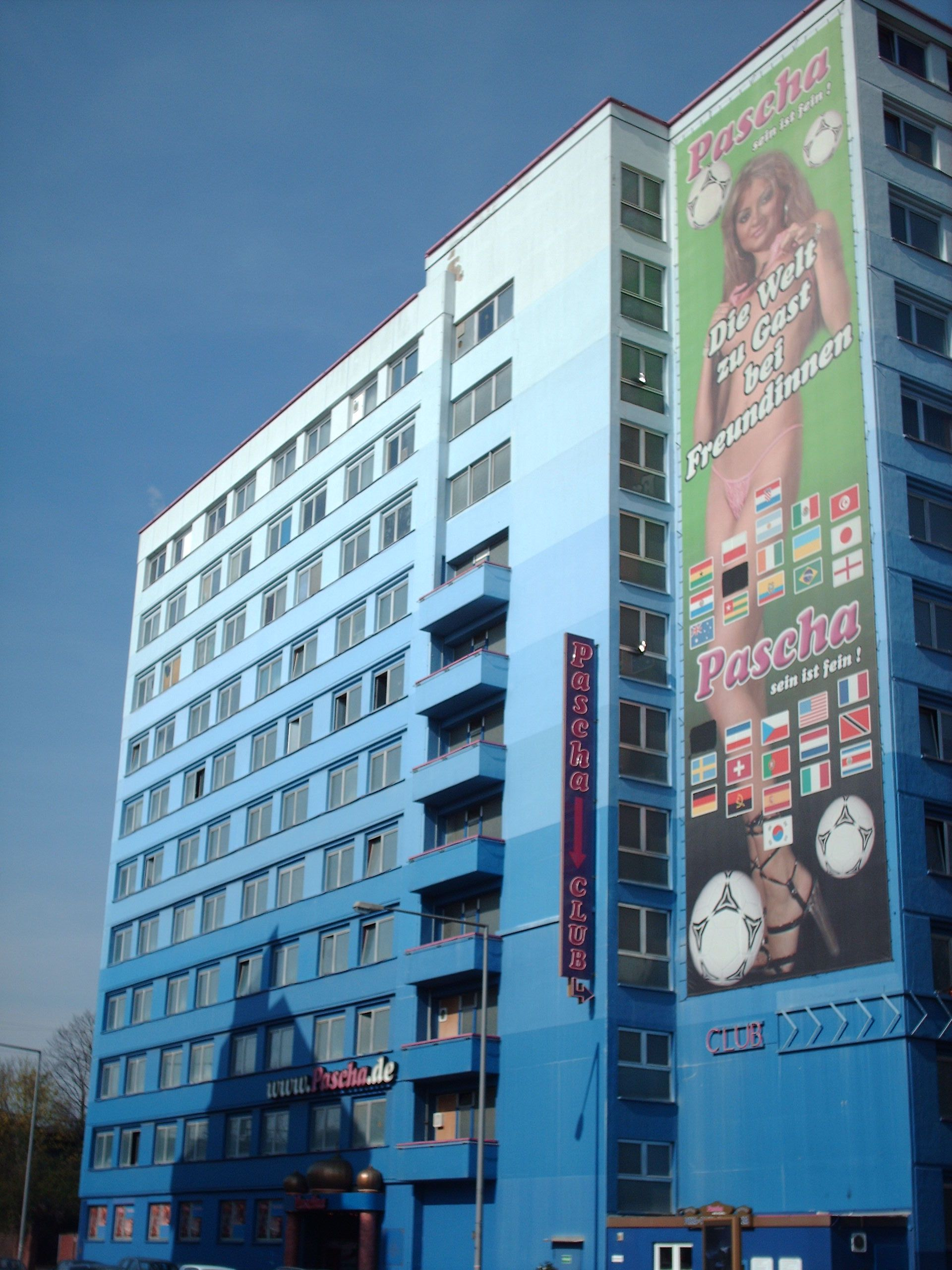
Nhà thổ Pascha ở Cologne, Đức, là nhà thổ lớn nhất châu Âu. Trong World Cup FIFA 2006, hình ảnh có cờ Ả Rập Xê Út và cờ Iran đã bị làm mờ sau những cuộc biểu tình và đe dọa.

Nhà thổ là những địa điểm kinh doanh nơi diễn ra các hoạt động tình dục giữa khách làng chơi và gái mại dâm. Nhà thổ còn có nhiều cách gọi khác như nhà chứa, nhà ngói, lầu xanh, thanh lâu, động mại dâm, kỹ viện. Tuy nhiên, vì những vấn đề pháp lý hoặc văn hóa, nhiều địa điểm thường tổ chức các hoạt động mại dâm dưới hình thức trá hình như tiệm mát-xa, quán bar, câu lạc bộ thoát y, studio hoặc theo những hình thức khác. Các hoạt động mại dâm tại những nơi như nhà chứa được coi là an toàn hơn so với việc mại dâm trên đường phố.

## Tình trạng pháp lý
Vào ngày 2 tháng 12 năm 1949, Đại Hội đồng Liên Hợp Quốc đã thông qua Công ước về ngăn chặn buôn bán người và bóc lột mại dâm người khác. Công ước này chính thức có hiệu lực từ ngày 25 tháng 7 năm 1951 và cho đến tháng 12 năm 2013, đã có 82 quốc gia chấp thuận nó. Công ước nhằm chống lại mại dâm, coi nó là không phù hợp với phẩm giá và giá trị con người. Các bên ký kết Công ước đã đồng ý loại bỏ mại dâm cá nhân và cấm các nhà thổ và mua bán. Một số quốc gia không tham gia Công ước cũng cấm mại dâm và hoạt động của nhà thổ. Tuy nhiên, các ủy ban của Liên Hợp Quốc có quan điểm khác nhau về vấn đề này. Ví dụ, vào năm 2012, Chương trình phối hợp về HIV/AIDS của Liên hợp quốc (UNAIDS), do Ban Ki-moon triệu tập và được Chương trình Phát triển Liên hợp quốc và UNAIDS hỗ trợ, đã khuyến nghị phi hình sự hóa các nhà thổ và hoạt động mua bán.

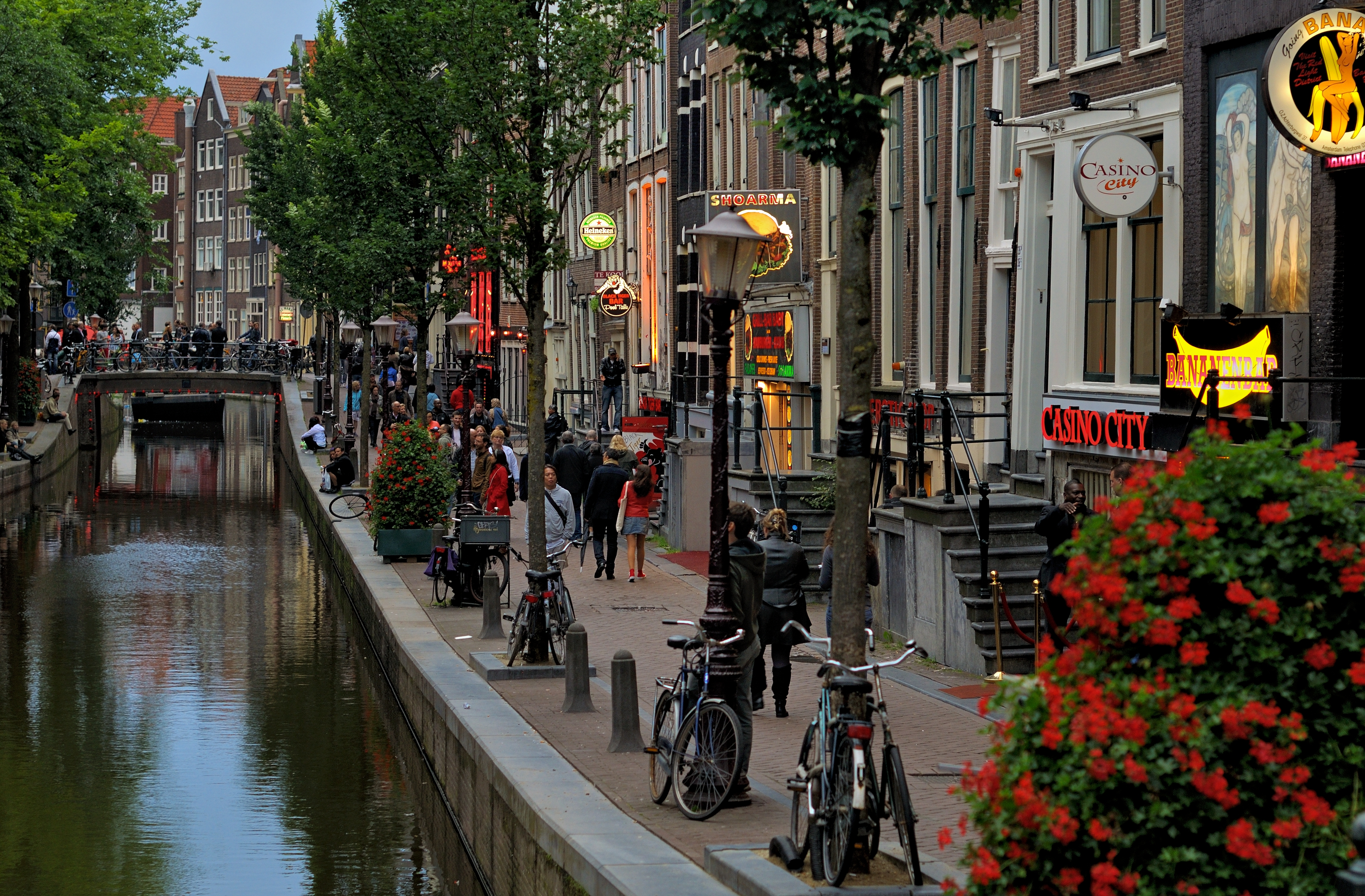
Khu đèn đỏ De Wallen ở Amsterdam là một khu vực nổi tiếng với hoạt động mại dâm hợp pháp cùng một số quán cà phê bán cần sa. Đây là điểm đến thu hút sự quan tâm của nhiều du khách.

Tại Liên minh Châu Âu, không có chính sách thống nhất và đồng thuận về vấn đề này, và luật pháp giữa các quốc gia rất khác nhau. Đức và Hà Lan có chính sách tự do nhất; trong khi ở Thụy Điển (cũng như Na Uy và Iceland bên ngoài EU), mua dâm là bất hợp pháp, nhưng không bị cấm. Trong hầu hết các quốc gia cộng sản cũ, gái mại dâm bị xem là vi phạm pháp luật. Trong khi đó, ở các quốc gia như Vương quốc Anh (ngoại trừ Bắc Ireland), Ý và Tây Ban Nha, hành vi mại dâm không phải là vi phạm pháp luật, nhưng việc gạ gẫm, ma cô và nhà thổ lại gây khó khăn cho ngành mại dâm hoạt động hợp pháp. Hội Phụ nữ Châu Âu lên án mại dâm là "một hình thức bạo lực nam giới không thể dung thứ" và ủng hộ "mô hình Thụy Điển".
Vào tháng 2 năm 2014, các thành viên của Nghị viện Châu Âu đã thông qua một nghị quyết không ràng buộc với sự ủng hộ của 343 phiếu bầu (so với 139 phiếu không đồng ý và 105 phiếu trắng), ủng hộ việc hình sự hóa việc mua dịch vụ tình dục, chứ không phải việc bán, theo "Mô hình Thụy Điển".

Trên thế giới, chỉ có một số quốc gia và khu vực được màu xanh lục hoặc xanh lam nhạt trên bản đồ cho phép hoạt động nhà thổ một cách hợp pháp.

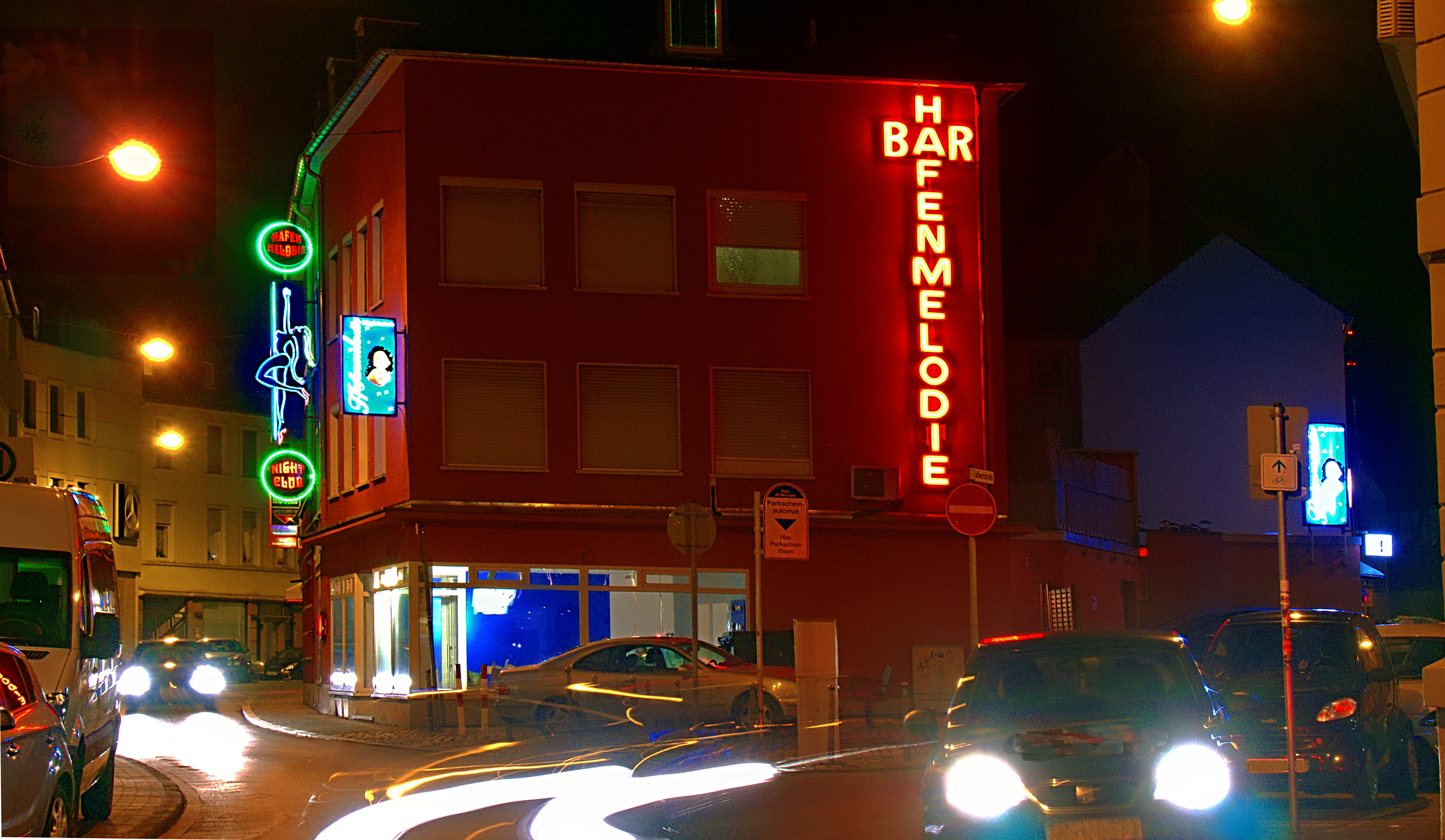
Nhà thổ Hafenmelodie ở Trier (Đức)

Mại dâm và hoạt động của các nhà thổ là trái với pháp luật ở nhiều quốc gia, nhưng các nhà thổ bất hợp pháp thường tận dụng sự dung thứ hoặc thiếu sự thực thi nghiêm ngặt của luật pháp. Tình trạng này phổ biến ở nhiều nơi trên thế giới, đặc biệt là ở Châu Á. Dưới hình thức kinh doanh hợp pháp như tiệm mát-xa, phòng xông hơi hoặc spa, những nhà thổ bất hợp pháp vẫn có thể tiếp tục hoạt động.
Tại một số quốc gia, mại dâm và hoạt động nhà thổ được hợp pháp và quy định. Tuy nhiên, mức độ quy định khác nhau. Hầu hết các quốc gia cho phép hoạt động nhà thổ, ít nhất trong lý thuyết, vì được xem là ít gây vấn đề hơn mại dâm đường phố. Ví dụ, ở một số khu vực của Úc, hoạt động nhà thổ được chấp thuận và quản lý. Tuy nhiên, việc có các nhà thổ được cấp phép không ngăn được hoạt động bất hợp pháp của các nhà thổ. Một báo cáo của tờ Australian Daily Telegraph cho biết ở Sydney vào năm 2009, tỷ lệ nhà thổ bất hợp pháp vượt trội so với nhà thổ được cấp phép là 4/1. Trong khi, ở Queensland, chỉ có 10% hoạt động mại dâm diễn ra trong nhà thổ được cấp phép, phần còn lại là hoạt động bất hợp pháp của các gái mại dâm độc lập.
Tại Queensland, việc thành lập các nhà thổ hợp pháp nhằm nâng cao sự an toàn cho người làm nghề mại dâm, người sử dụng dịch vụ và cộng đồng chung, đồng thời giảm thiểu tội phạm. Một ví dụ thành công của quy định này ở Queensland là The Viper Room, một nhà thổ nổi tiếng, được coi là sạch sẽ, an toàn và đạt tiêu chuẩn cao nhất ở Brisbane và Queensland. Hà Lan có một chính sách mại dâm tự do nhất trên thế giới và thu hút du khách tình dục từ nhiều quốc gia khác. Amsterdam, với khu vực đèn đỏ nổi tiếng, là điểm đến du lịch tình dục. Đức cũng có luật mại dâm rất tự do, với Pascha ở Köln là nhà thổ lớn nhất ở châu Âu. Mặc dù từng có khách sạn Dumas ở Butte, Montana hoạt động hợp pháp từ năm 1890 đến 1982, nhưng nhà thổ hiện nay là bất hợp pháp trên toàn Hoa Kỳ, trừ vùng nông thôn Nevada. Mại dâm bên ngoài các nhà thổ được cấp phép này vẫn là bất hợp pháp trên toàn bang. Tại Quận Clark, nơi có thành phố Las Vegas-Paradise, tất cả hình thức mại dâm đều là bất hợp pháp.

## Lịch sử

Henri de Toulouse-Lautrec, Salon ở Rue des Moulins, 1894

Ghi chép sớm nhất đề cập đến mại dâm như một nghề nghiệp xuất hiện trong các ghi chép của người Sumer từ khoảng năm 2400 TCN và mô tả một ngôi đền-bordello do các tu sĩ Sumer điều hành ở thành phố Uruk. 'Kakum' hay ngôi đền này được dành riêng cho nữ thần Ishtar và là nơi ở của ba hạng phụ nữ khác nhau. Nhóm đầu tiên chỉ thực hiện các nghi lễ tình dục trong đền; nhóm thứ hai có quyền đi lại trên khuôn viên và phục vụ cả du khách, trong khi nhóm thứ ba, là tầng lớp thấp nhất, sống trong khuôn viên đền nhưng tự do tìm kiếm khách hàng trên đường phố. Trong những năm sau đó, mại dâm thiêng liêng và các phân loại phụ nữ tương tự đã được biết đến đã tồn tại ở Hy Lạp, La Mã, Ấn Độ, Trung Quốc và Nhật Bản. 

### Tại Đông Á
Lầu xanh (thanh lâu), kỹ viện từng hoạt động chính thức ở Trung Quốc để phục vụ cho mại dâm và giải trí kể từ thời phong kiến cổ đại. Nhiều giai đoạn trong lịch sử Trung Quốc thời kỳ cổ đại và đế quốc, kỹ viện do các thương gia giàu có sở hữu, tiêu biểu là hình tượng các "tú bà" và họ hoạt động kinh doanh ở các vùng thành thị như là Kinh thành. Những kỹ nữ ăn vận đẹp đẽ và chuẩn bị tới phục vụ ở những bàn thích hợp và thực hiện nghi lễ rót rượu. Một kỹ nữ (hoa nương) Trung Hoa có thể có năng khiếu nghệ thuật và có các kỹ năng múa, hát, chơi nhạc cụ cũng như đối đáp, ứng khẩu bằng thơ. Mại dâm không bị cấm đoán ở Trung Quốc thời cổ trung đại (mặc dù các  hoa nương không được coi là thích hợp để kết hôn với đàn ông ở tầng lớp cao quý trong xã hội) và thay vào đó, các kỹ nữ làm chủ những kỹ viện trên phố sẽ được quần chúng đặt ở cùng địa vị với những nữ nghệ nhân, được coi là con người, được người đời nhìn nhận là thanh lịch, nhã nhặn mặc dù bị làm cho hư hỏng, nhơ bẩn, suy đồi, và hầu hết những kỹ nữ tiêu biểu đều dùng những cách tương tự để tiếp đãi, làm vui lòng những người thuộc giới quý tộc. Cả phụ nữ lẫn nam giới trẻ đều hành nghề mại dâm ở trong những môi trường kỹ viện đầy rẫy sự phức tạp này, mặc dù các ghi chép lịch sử và các tác phẩm văn học đa phần đều lãng mạn hóa dòng chảy tự do, đặc tính nghệ thuật về các kỹ nữ.
Việc hành nghề dẫn dắt các kỹ nữ trong những kỹ viện đầy rẫy sự phức tạp này còn truyền bá đến những vùng xung quanh chịu ảnh hưởng của văn hóa chữ Hán, điển hình là tại Nhật Bản từ sau thế kỷ 6, nơi mà các kỹ nữ tiến triển thành những nghề giải trí như Oiran và Geisha. Ngoài ra, các geisha Nhật Bản còn nhấn mạnh vào cách hầu bàn tốt, các kỹ năng nghệ thuật, phong cách nhã nhặn và các kỹ xảo trò chuyện tinh tế, khôn khéo, tài tình. Nghề này còn lan truyền đến bán đảo Triều Tiên và Việt Nam, nơi mà các kỹ nữ biến hóa thành những kỹ sanh, cô đầu.

### Châu Âu
Trong cổ đại Athens, tồn tại nhà thổ/bordellos nhà nước do nhà lập pháp Solon sáng lập. Những nhà thổ này phục vụ chủ yếu nam giới, với phụ nữ và nam thanh niên cung cấp dịch vụ tình dục. Tương tự, ở La Mã cổ đại, nữ nô lệ phục vụ quân lính trong các nhà thổ nằm gần doanh trại và tường thành. Nhà thổ tồn tại khắp nơi, được đánh dấu bằng việc thắp nến. Trước khi có biện pháp tránh thai hiệu quả, việc giết trẻ sơ sinh phổ biến trong các nhà chứa. Đáng chú ý, một địa điểm nhà thổ ở Ashkelon, Israel, đã tiết lộ rằng hầu hết các em bé bị giết đều là bé trai.

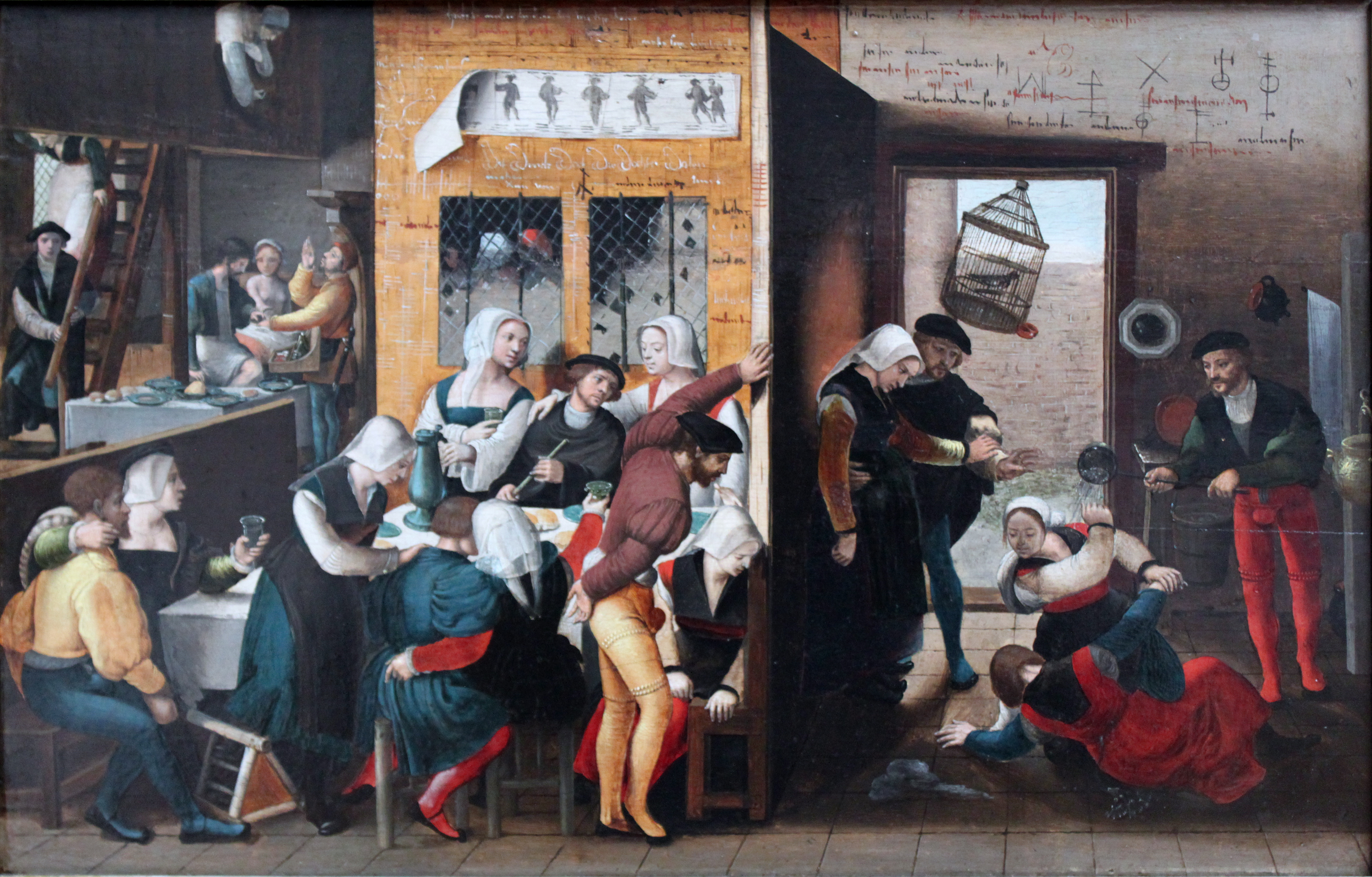
Nhà thổ; Brunswick Monogrammist, 1537; Gemäldegalerie, Berlin

Các thành phố từ năm 1350 đến 1450 sau Công nguyên đã thành lập các nhà thổ thành phố. Các thành phố sở hữu, điều hành và quản lý những nhà thổ này. Chính phủ dành các đường phố cụ thể cho việc mở nhà thổ. Khu vực này trở thành tiền thân của các "khu đèn đỏ". Các thị trấn không chỉ giới hạn nơi và thời gian mở nhà thổ. Ví dụ, cấm các nhà thổ hoạt động vào Chủ nhật và các ngày lễ tôn giáo. Lý do chính xác cho điều này không rõ ràng. Một số học giả cho rằng những hạn chế này nhằm đưa gái mại dâm đến nhà thờ, trong khi người khác cho rằng điều đó nhằm giữ giáo dân trong nhà thờ và không vào nhà thổ. Dù vậy, đó là một ngày không có doanh thu cho chủ nhà thổ.
Mặc dù nhà thổ được thành lập nhằm đáp ứng nhu cầu tình dục của nam giới, không phải ai cũng được phép vào. Giáo sĩ, người đã có gia đình và người Do Thái bị cấm. Thường thì người nước ngoài như thủy thủ và thương nhân là nguồn thu nhập chính. Những người địa phương thường tìm đến nhà thổ, đặc biệt là những người độc thân, dù luật hạn chế đối với người bảo trợ không phải lúc nào cũng được tuân thủ. Chính phủ và cảnh sát thường kiểm tra nhà thổ định kỳ để giảm số lượng khách hàng không được phép. Tuy nhiên, vì mối quan hệ mật thiết giữa chính phủ và nhà thờ, hình phạt thường không đáng kể. Các hạn chế được đưa ra nhằm bảo vệ vợ của những người đã có gia đình khỏi bị lây nhiễm.

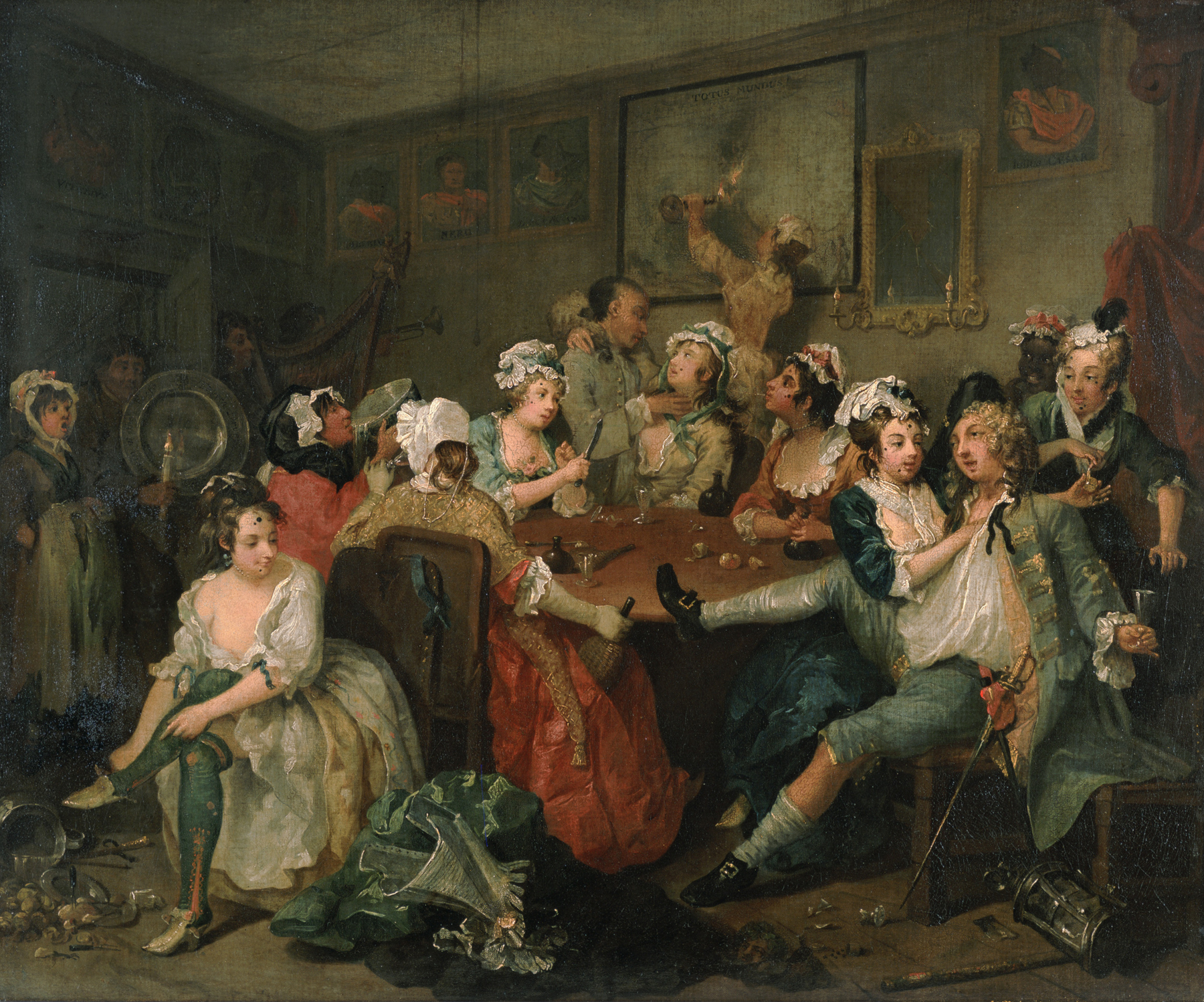
Nhà thổ từ A Rake's Progress bởi William Hogarth, 1735

Cư dân nhà thổ bị hạn chế nhiều. Gái mại dâm không được vay tiền từ nhà chứa và phải trả giá cao để có ăn ở, quần áo và vệ sinh. Có quy định về quần áo của gái mại dâm và cấm hành vi quấy rối và giam giữ khách hàng. Một số địa điểm yêu cầu gái điếm đội mũ đặc biệt hoặc hạn chế tủ quần áo. Mục đích của các hạn chế này là bảo vệ cả gái mại dâm và người dân khác.
Vì dịch bệnh giang mai lan rộng ở châu Âu, nhiều nhà thổ đã phải đóng cửa vào cuối thời Trung Cổ. Dịch bệnh này được lan truyền bởi quân đội Tây Ban Nha và Pháp sau chuyến đi của Christopher Columbus tới châu Mỹ. Cả nhà thờ và cộng đồng lo sợ rằng những người đàn ông lui tới nhà thổ sẽ mang bệnh tới và lây nhiễm cho những người khác và gây ảnh hưởng đến đạo đức của xã hội.
Từ thế kỷ 12, các nhà thổ ở Luân Đôn nằm trong một khu vực gọi là Liberty of the Clink. Khu vực này truyền thống thuộc quyền của Giám mục Winchester, không thuộc chính quyền dân sự. Từ năm 1161, giám mục được cấp phép cho hoạt động gái mại dâm và nhà thổ trong khu vực này. Do đó, thuật ngữ lóng "Winchester Goose" được sử dụng để chỉ gái mại dâm. Phụ nữ làm việc trong các nhà thổ này bị từ chối quyền chôn cất theo lễ nghi Thiên chúa và thường được chôn cất tại một nghĩa địa bất hợp pháp được gọi là Cross Bones.

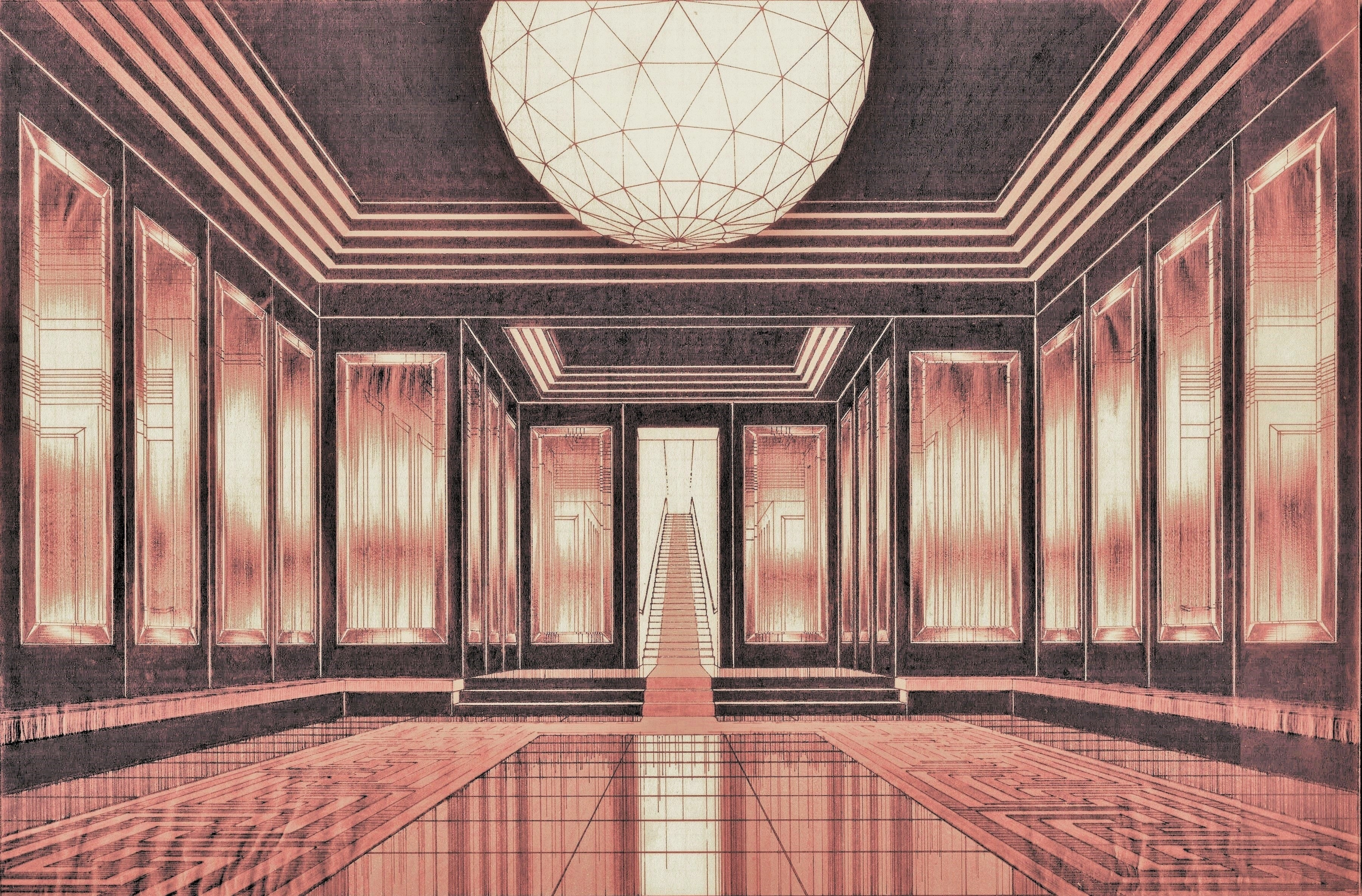
Nhà thổ sang trọng: "Phòng chờ trong nhà của M.me B.", một dự án của kiến trúc sư Ý Arnaldo dell'Ira, Rome, 1939.

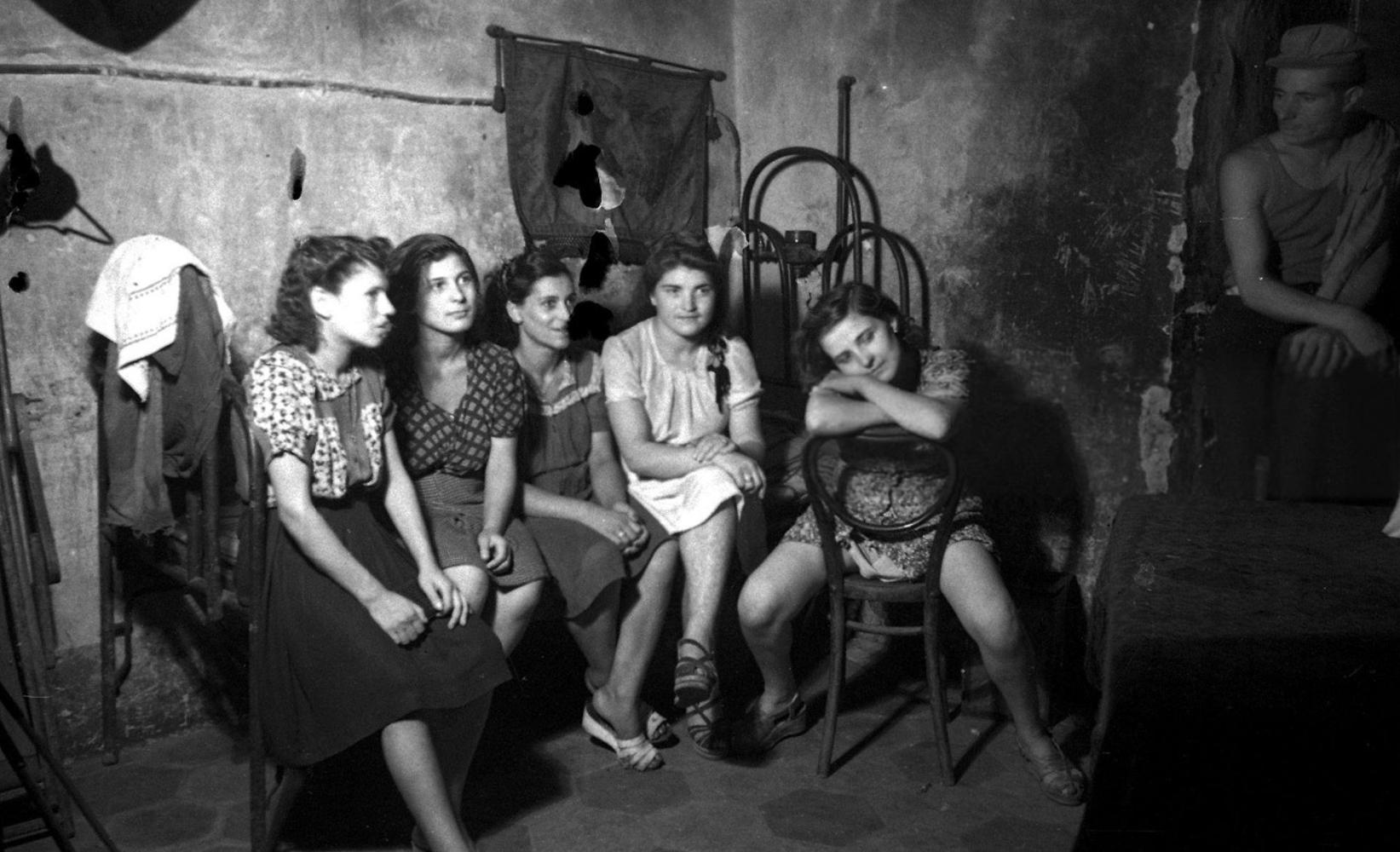
Bên trong một nhà thổ ở Napoli, Ý, 1945

Vào thế kỷ 16, khu vực Liberty of the Clink trở thành nơi có nhiều nhà hát, bao gồm Nhà hát Quả cầu liên quan đến William Shakespeare. Tuy nhiên, các nhà thổ vẫn tiếp tục phát triển. Một nhà thổ nổi tiếng ở Luân Đôn trong thời kỳ này là Holland's Leaguer. Có tin đồn rằng các nhà tài trợ của nó bao gồm vua James I của Anh và người tình yêu của ông, George Villiers, Công tước thứ 1 xứ Buckingham. Nó nằm trên một con phố vẫn giữ tên Holland's Leaguer và cũng đã trở thành nguồn cảm hứng cho một vở kịch mang cùng tên vào năm 1631. Charles I của Anh đã cấp phép cho một số nhà thổ khác, bao gồm Quán rượu Silver Cross ở Luân Đôn, và giấy phép này vẫn còn hiệu lực cho đến ngày nay mà không bị thu hồi.
Trong thời Trung cổ, các nhà chức trách ở Paris cũng áp dụng một phương pháp tương tự như Luân Đôn để hạn chế hoạt động mại dâm trong một khu vực cụ thể. Louis IX (1226-1270) đã chỉ định chín con phố trong khu vực Beaubourg Quartier nơi hoạt động này được phép diễn ra. Vào đầu thế kỷ 19, các nhà thổ hợp pháp, do chính phủ kiểm soát (gọi là "maisons de tolérance" hoặc "maisons closes"), bắt đầu xuất hiện ở một số thành phố của Pháp. Theo luật lệ, những nhà thổ này phải do một người phụ nữ điều hành và phải giữ hình thức kín đáo về bên ngoài. Những ngôi nhà này yêu cầu bật đèn lồng đỏ khi mở cửa, và gái mại dâm chỉ được phép rời khỏi nhà vào một số ngày cố định và chỉ khi có người hướng dẫn đi cùng. Vào năm 1810, chỉ riêng Paris đã có 180 nhà thổ được chính thức phê duyệt.
Trong nửa đầu thế kỷ 20, một số nhà thổ ở Paris như le Chabanais và le Sphinx nổi tiếng với sự sang trọng mà họ cung cấp. Chính phủ Pháp đôi khi sắp xếp việc thăm quan le Chabanais cho các vị khách quốc tế, thậm chí ẩn đi sau một chuyến thăm chính thức với Chủ tịch Thượng viện. Khách sạn Marigny, thành lập năm 1917 tại Quận 2 của Paris, được biết đến là một trong những khách sạn phục vụ đặc biệt cho khách hàng đồng tính nam. Tuy nhiên, các cơ sở bị nghi ngờ là nhà thổ đồng tính nam, bao gồm cả Khách sạn Marigny, thường xuyên bị cảnh sát tổ chức đột kích, cho thấy chính quyền không khoan dung hơn đối với họ.
Sau Thế chiến II, nhà thổ được coi là bất hợp pháp ở hầu hết các nước châu Âu. Pháp đã công nhận sự bất hợp pháp của nhà thổ vào năm 1946 sau chiến dịch của Marthe Richard. Phản ứng dữ dội chống lại nhà thổ là do sự liên kết của họ với người Đức trong thời kỳ chiếm đóng Pháp. Hai mươi hai nhà thổ ở Paris đã bị quân Đức chiếm đóng và sử dụng độc quyền; một số đã kiếm được nhiều tiền từ việc phục vụ sĩ quan và binh lính Đức. Một nhà thổ ở Quận Montmartre của Paris đã tham gia vào mạng lưới trốn thoát cho tù binh và phi công bị bắn rơi.
Ý khiến các nhà thổ trở thành bất hợp pháp vào năm 1959. Thập kỷ 2010 chứng kiến sự ra đời của búp bê tình dục và robot tình dục trong khuôn viên của một số nhà thổ.

### Ấn Độ
Trước năm 1860, chính phủ của nhiều bang Ấn Độ đã áp đặt quy định về mại dâm. Tuy nhiên, Raj của Anh đã ban hành Đạo luật Cantonment vào năm 1864 để điều chỉnh hoạt động mại dâm ở Ấn Độ thuộc địa. Đạo luật này được coi là một biện pháp chấp nhận một tội ác cần thiết để đáp ứng nhu cầu tình dục của binh lính Anh khi họ xa nhà. Quy định trong Đạo luật Cantonment đã tổ chức và quản lý hoạt động mại dâm tại các căn cứ quân sự Anh, trong đó mỗi trung đoàn nghìn binh lính Anh được cung cấp khoảng 12 đến 15 phụ nữ Ấn Độ bị giam giữ trong các nhà thổ gọi là chaklas. Các phụ nữ này chỉ được phép tiếp xúc với binh lính thông qua sự cho phép của các quan chức quân sự.
Các nhà thổ ở Ấn Độ bắt đầu xuất hiện vào đầu những năm 1920, khi một số phong cách khiêu vũ đặc biệt ở các bang như Maharashtra, chẳng hạn như Lavani, và các nghệ sĩ biểu diễn kịch khiêu vũ, được gọi là nghệ sĩ Tamasha, bắt đầu hoạt động trong ngành mại dâm. Đáng chú ý, các nghề này có mối liên hệ mạnh mẽ với đẳng cấp và mức thu nhập.

### Hoa Kỳ

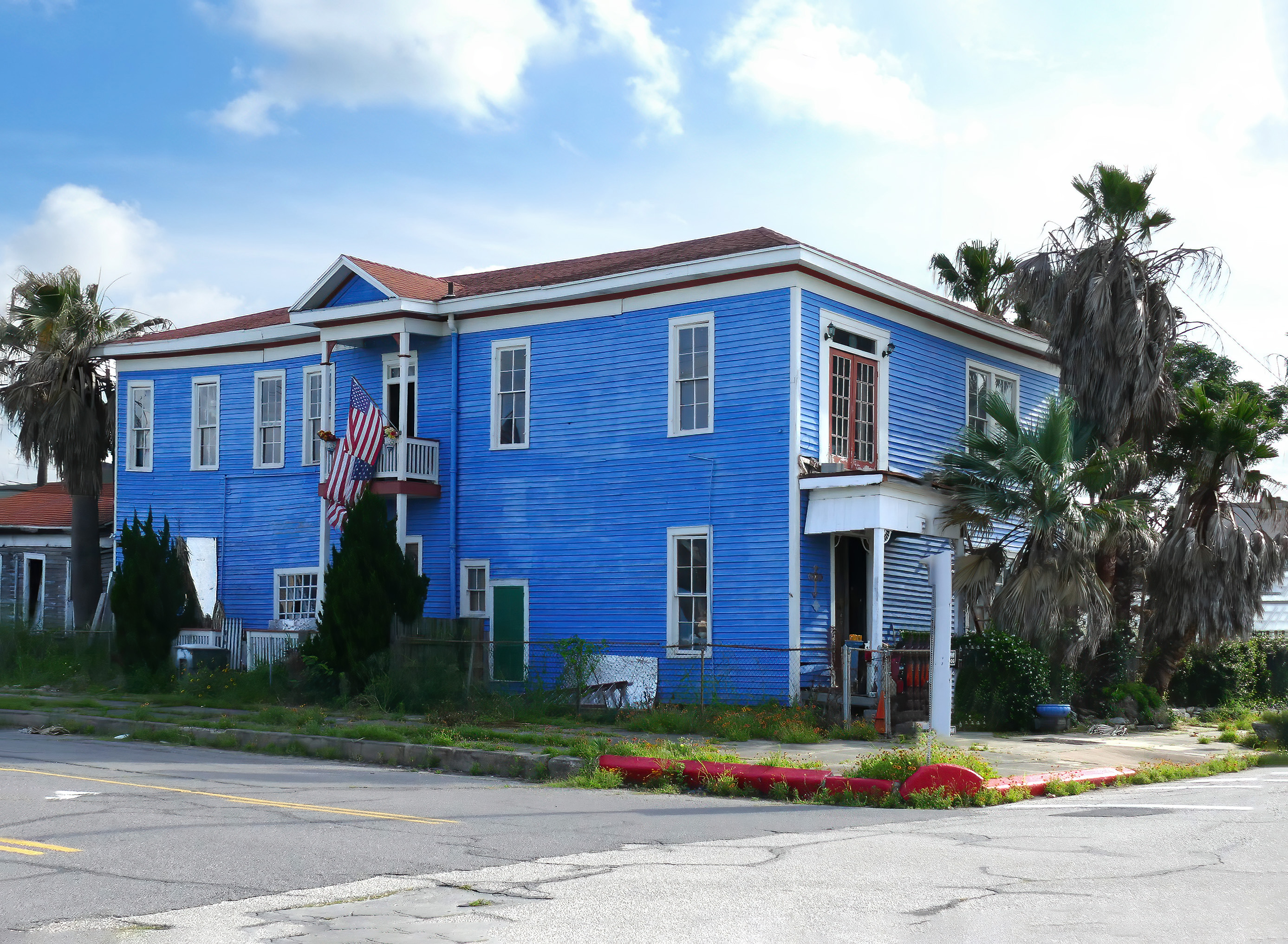
Last example of a brothel from the wide-open time of Galveston

Từ năm 1911 đến năm 1913, Bộ Tư pháp Hoa Kỳ đã tiến hành thu thập thông tin về số lượng gái mại dâm trong các nhà thổ nhằm sử dụng thông tin này trong cuộc chiến chống lại "Buôn bán nô lệ trắng" đáng sợ. Nỗ lực này đã thu thập thông tin từ 318 thành phố trong 26 tiểu bang miền Đông. Ước tính có khoảng 100.000 phụ nữ làm việc trong các nhà thổ trong thời gian đó, tuy nhiên, một số ước tính cho rằng tổng số gái mại dâm có thể lên tới 500.000 người.
Vào cuối thế kỷ 19, các nhà thổ ở Hoa Kỳ không còn là điều bí mật. Hoạt động kinh doanh tình dục có tổ chức đã trở thành một ngành kinh doanh lớn, thâm nhập vào đời sống chính trị, văn hóa và kinh tế của thành phố. Những ngôi nhà thổ thường được gọi là "những ngôi nhà lộn xộn" và cư dân của chúng có nhiều biệt danh khác nhau. Trong thời kỳ này, mại dâm trở nên phổ biến hơn và cách thức hoạt động cũng thay đổi. Nhu cầu về các nhà thổ chuyên nghiệp đã tăng lên để phục vụ các gái mại dâm kinh doanh thường xuyên.
Du khách dễ dàng tìm thấy các nhà thổ thông qua danh bạ địa phương hoặc sách hướng dẫn du lịch. Ví dụ như cuốn "1895 Travelers' Guide of Colorado". Một nhà chức trách miêu tả New Orleans thế kỷ 19 là một thành phố với mức độ trác táng và mại dâm kinh khủng, không thể tìm thấy ở nơi khác trên thế giới.
Các nhà thổ trung bình có từ 5 đến 20 cô gái làm việc, và những nhà thổ cao cấp hơn có thể có nhân viên phục vụ, nhạc sĩ và người bảo vệ. Các nhà thổ thông thường có nhiều phòng ngủ và được trang bị nội thất. Những nhà thổ cao cấp lớn hơn, như Mary Ann Hall ở Arlington, Virginia, có tới 25 phòng với nội thất trang nhã. Cuộc khai quật khảo cổ học ngoài khu đất của Mary Ann Hall đã phát hiện rất nhiều món đồ sang trọng, bao gồm chai rượu sâm panh, đồ sứ mạ vàng, và tàn dư thực phẩm độc đáo như vỏ dừa, xương bò và cá. Những nhà thổ này thu hút những người đàn ông giàu có, sử dụng chúng như một câu lạc bộ xã hội để thiết lập quan hệ kinh doanh, chính trị và thưởng thức bữa tiệc sang trọng với rượu và phụ nữ. Nhưng nhà thổ không chỉ dành cho người giàu, những người thuộc tầng lớp lao động cũng đến thăm. Có sự khác biệt về trang trí và nội thất giữa các nhà thổ, từ những căn có đồ đạc đắt tiền đến những nơi đơn giản và tồi tàn.
Phụ nữ từ mọi tầng lớp xã hội tham gia nhà thổ. Tuổi trung bình của gái mại dâm là khoảng 21, nhưng cũng có những người mới 13 tuổi hoặc đến 50 tuổi. Nhà thổ thường được coi là một lối thoát cho phụ nữ trẻ, nghèo khó và đang gặp khó khăn, nhưng đôi khi nó cũng thu hút những người không ngờ tới. Những nhạc sĩ và ca sĩ có thể bị thu hút vì sự dễ dàng kiếm tiền và thời gian vui vẻ. Một số người khác đến nhà thổ để trốn thoát khỏi cuộc hôn nhân nhàm chán, lạm dụng hoặc không hạnh phúc. Dù có sự đa dạng về tầng lớp, sắc tộc và độ tuổi, hầu hết phụ nữ bắt đầu hoặc tham gia nhà thổ với mục tiêu chung: kiếm tiền nhanh chóng. Nhiều người phụ nữ cảm thấy mình luôn mắc nợ với người tình. Việc thiếu tín dụng khiến cho gái điếm không thể mua những vật dụng cần thiết cho công việc (như bột, mỹ phẩm, nước hoa và trang phục dạ hội), và họ phải mua qua một người trung gian.
Một số tú bà giàu có và độc lập, như Mary Ann Hall ở Arlington, Virginia. Cô xây một ngôi nhà bằng gạch và quản lý một nhóm gái mại dâm. Họ cần tuân thủ luật pháp và giữ kín các hoạt động kinh doanh. Các tú bà có thể đóng góp tiền cho các tổ chức từ thiện và trường học.
Lợi nhuận chủ yếu của các nhà thổ đến từ các khoản tiền phạt và phí hợp pháp, vì hầu hết mại dâm là bất hợp pháp. Bằng cách thanh toán các khoản tiền này đúng hạn, các bà chủ có thể đảm bảo rằng hoạt động kinh doanh của họ không bị đình trệ hoặc bị đóng cửa. Thông thường, các nhà thổ phải trả mức thuê cao hơn đáng kể so với các người thuê nhà khác. Một nhà thổ cao cấp khác là Big Brick ở Charleston, Nam Carolina, được xây dựng và điều hành bởi Grace Peixotto, con gái của Reverend Solomon Cohen Peixotto, và được biết đến như là nhà thổ nổi tiếng nhất trong lịch sử thành phố.
Một bà chủ nhà thổ phải đảm nhận nhiều nhiệm vụ trong công việc kinh doanh của mình. Cô ấy phải mua thức ăn và chuẩn bị bữa ăn cho khách hàng. Công việc còn bao gồm giám sát sự sạch sẽ của nhà thổ, thay ga trải giường nhiều lần trong một ngày, quản lý kho rượu và rượu mạnh cho khách. Cô ấy là ông chủ của nhà thổ, do đó cô có quyền sa thải và thuê nhân viên, bao gồm người giúp việc và gái mại dâm. Các bà chủ cần tìm kiếm phụ nữ mới để làm việc trong nhà thổ, thường là những người trẻ trung và xinh đẹp để đáp ứng yêu cầu của khách hàng. Một gái mại dâm từ Thành phố Kansas đã nói rằng cô ấy không phù hợp với tiêu chuẩn "thích hợp".
Các nhà thổ hoặc bất kỳ ngôi nhà nào khác được sử dụng cho mục đích bán dâm hoặc hành vi dâm dục vào đầu thế kỷ 20 là bất hợp pháp trong hầu hết các bang ở Hoa Kỳ, ngoại trừ một số ngoại lệ như Arkansas, Kentucky, Louisiana, New Mexico và Nam Carolina. Hình phạt cho vi phạm này có thể là tiền phạt lên đến 1.000 đô la hoặc án tù, tuy nhiên cũng có những trường hợp hình phạt nhẹ hơn.

### Nhà thổ quân sự
Trong thời gian gần đây, các quân đội trên toàn thế giới đã sử dụng nhà thổ di động như một phần không thể thiếu của các đơn vị hỗ trợ, đặc biệt là khi triển khai lâu dài ở các quốc gia khác. Mặc dù đây là một vấn đề gây tranh cãi, nhưng khi nói về nhà thổ quân sự và những phụ nữ cung cấp dịch vụ tình dục trong đó, người ta thường sử dụng các thuật ngữ khác nhau để diễn đạt một cách sáng tạo và khéo léo. Ví dụ, thay vì sử dụng thuật ngữ "bordel militaire de campagne" (nhà thổ quân sự di động), người ta có thể sử dụng biệt ngữ "la boîte à bonbons" (chiếc hộp kẹo ngọt) thay thế. Pháp đã sử dụng nhà thổ di động trong Thế chiến thứ nhất, Thế chiến thứ hai và Chiến tranh Đông Dương lần thứ nhất để cung cấp dịch vụ tình dục cho các lính Pháp đang đối mặt với cuộc chiến ở những khu vực đặc biệt như tiền tuyến hoặc các căn cứ đơn lẻ. Tuy nhiên, từ năm 1946, Pháp đã đưa nhà thổ di động ra khỏi phạm vi pháp luật, nhưng Quân đoàn nước ngoài của Pháp vẫn tiếp tục sử dụng chúng cho đến cuối những năm 1990.
Trong Thế chiến thứ hai, quân đội Đế quốc Nhật Bản đã bắt phụ nữ từ khắp vùng Viễn Đông làm nô lệ tình dục trong các nhà thổ gọi là "Ianjo" Những phụ nữ này được gọi là "phụ nữ mua vui" (kanji=慰安婦; hiragana=いあんふ). Trong Thế chiến thứ hai ở châu Âu, Đức Quốc xã đã thiết lập các nhà thổ quân sự, nơi khoảng 34.140 phụ nữ từ châu Âu bị bắt làm nô lệ do sự chiếm đóng của Đức Quốc xã, đặc biệt là ở Ba Lan, và buộc họ phải làm gái mại dâm trong các nhà thổ.
Sau khi Nhật Bản đầu hàng trong Thế chiến thứ hai, chính phủ Nhật Bản đã thành lập Hiệp hội Giải trí và Tuyển dụng, và tuyển dụng 55.000 "phụ nữ yêu nước" nhằm "hy sinh bản thân" để phục vụ cho sự chiếm đóng của lực lượng Đồng Minh, với mục tiêu bảo vệ sự trong sạch của người phụ nữ Nhật Bản.
Ở Hàn Quốc, các phụ nữ làm gái mại dâm cho lực lượng Liên Hợp Quốc được gọi là "công chúa phương Tây". Trong khoảng thời gian từ những năm 1950 đến 1960, 60% gái mại dâm Hàn Quốc làm việc gần các căn cứ quân sự của Hoa Kỳ Nhà lãnh đạo Hàn Quốc Park Chung Hee đã khuyến khích việc buôn bán tình dục, đặc biệt là với quân đội Hoa Kỳ, để tạo ra doanh thu. Từ giữa những năm 1990, phụ nữ Philippines đã làm gái mại dâm cho quân nhân Hoa Kỳ tại Hàn Quốc. Tuy nhiên, vào năm 2010, chính phủ Philippines đã ngừng phê duyệt các hợp đồng cho các nhà quảng cáo sử dụng để đưa người Philippines đến Hàn Quốc làm việc gần các căn cứ quân sự của Hoa Kỳ.

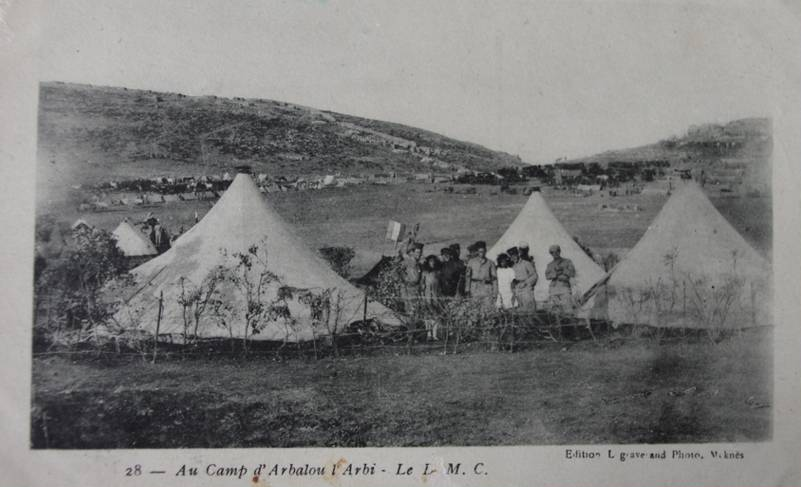
Một Bordel militaire de campagne ở Ma-rốc vào những năm 1920.
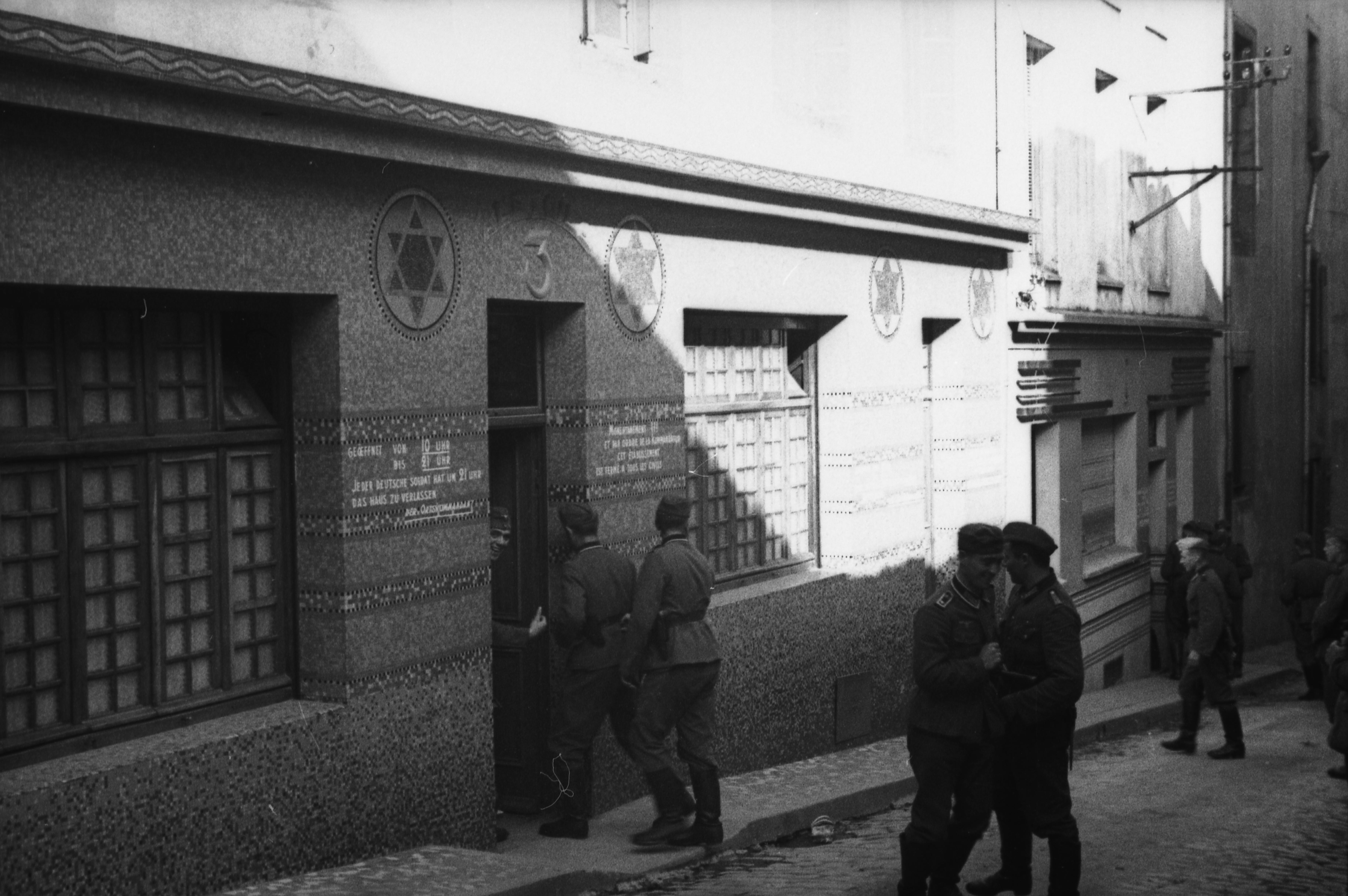
Những người lính Đức đang vào một Soldatenbordell ở Brest, Pháp (1940). Tòa nhà trước đây là một đền thờ.
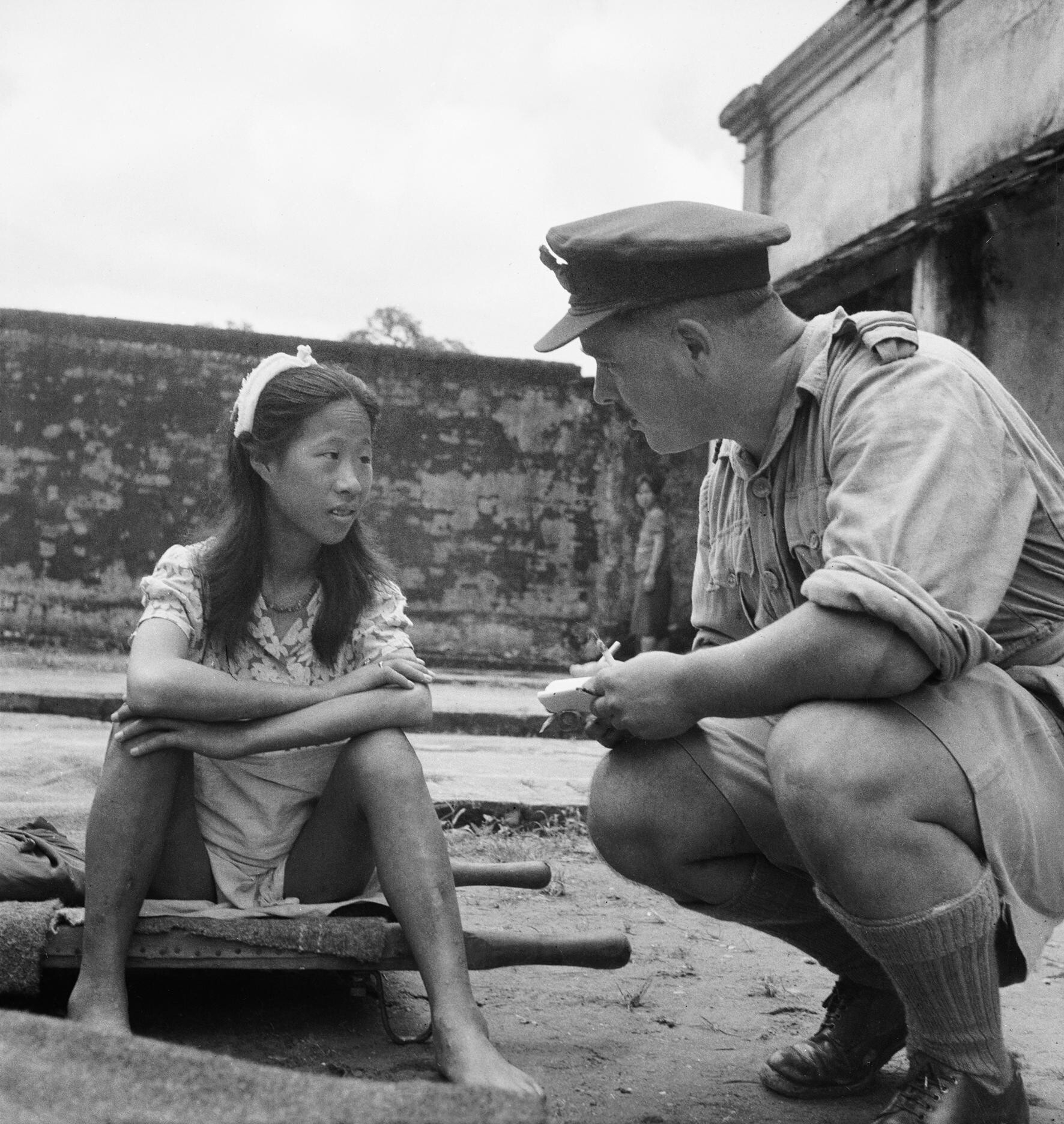
Một phụ nữ Trung Quốc trẻ tuổi từ một trong những "đơn vị an ủi" của Quân đội Hoàng gia Nhật Bản được phỏng vấn bởi một sĩ quan của Không quân Hoàng gia Anh tại Rangoon sau khi được giải phóng vào tháng 8 năm 1945.
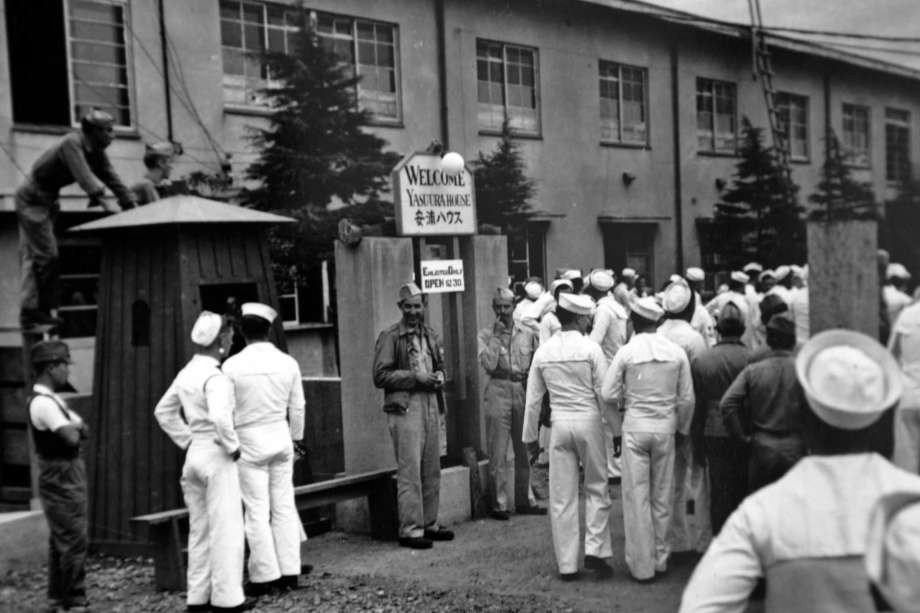
Những binh sĩ Mỹ vào Recreation and Amusement Association trong thời Chiếm đóng Nhật Bản.
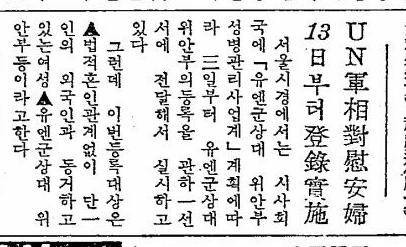
Đăng ký của công chúa phương Tây tại Hàn Quốc vào ngày 13 tháng 9 năm 1961.

## Nhà thổ búp bê tình dục
Một số nhà thổ chỉ cung cấp búp bê tình dục tồn tại ở Nhật Bản. Ngoài ra còn có một nhà thổ ở Barcelona và một nhà thổ có tên Bordoll được mở ở Đức. Một nhà thổ khác đã được dự định khai trương vào ngày 8 tháng 9 năm 2018 tại Toronto, Canada, nhưng bị coi là vi phạm quy định của thành phố, buộc phải đóng cửa. Gần đây, Úc cũng đã chứng kiến sự xuất hiện của búp bê tình dục đầu tiên có sẵn trong một nhà thổ. Vào tháng 2 năm 2018, một nhà thổ khác đã mở cửa tại Aarhus, Đan Mạch.